# Pozo de los Padrones
El Pozo de los Padrones es una explotación hídrica compuesta de un pozo y una galería, localizada en el Valle de La Frontera, en la isla de El Hierro, en la provincia de Santa Cruz de Tenerife, España.

## Historia

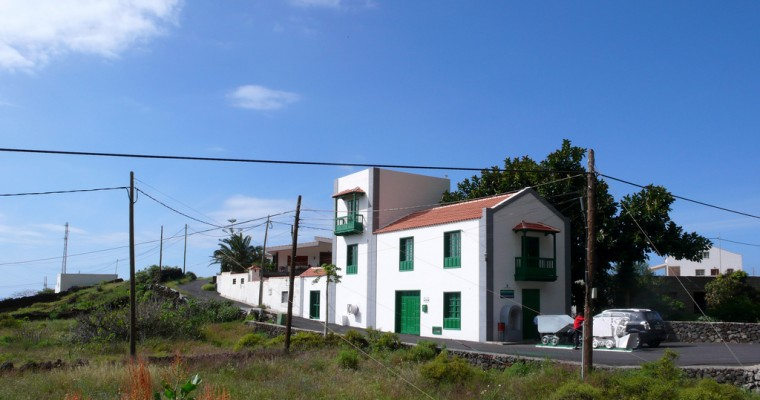
Pozo de los padrones

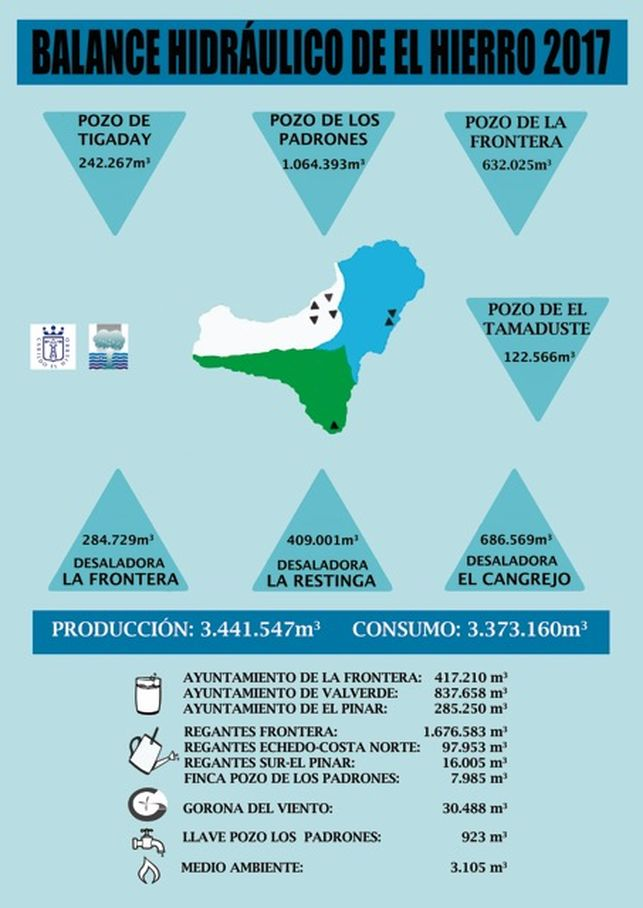
Relación de explotaciones hídricas de El Hierro

El nombre de Pozo de los Padrones, fue el resultado de una unión de herreños del pueblo de Guarazoca que se apellidaban todos Padrón y lo bautizaron con su apellido común.
Se comenzó a perforar en el Valle de La Frontera entre Los Mocanes y Las Puntas, fueron 52 metros de perforación con dificultades dado que estaban perforando en la zona con los estratos basálticos más duros, por lo que gran parte de la perforación se tuvo que hacer con explosivos, además, cuando se acaba esta obra el pozo daba problemas ya que daba suficiente agua para la subsistencia humana pero no para regar los campos del Valle. La calidad del agua que se podía extraer era poca ya que se mezclaba con el agua salada del mar que se infiltraba desde la costa, con este problema presente se decidió perforar una galería en el fondo del pozo para alejarlo de la zona salinizada.
Pero esto no fue una solución muy efectiva, ya que el agua siguió siendo insuficiente para la demanda de la isla. En algunas casas se cubría con aljibes ya que o no tenían acceso al pozo por la ubicación del mismo, además los cultivos seguían sin recibir agua por parte de este pozo lo que mantenía el déficit de agua.
La Consejería de Obras Públicas viendo el potencial que seguía teniendo el Pozo de los Padrones a pesar de que ya se creó un plan de construcción de un nuevo pozo, (en el año 1991 que terminó el Avance del Plan Hidrológico de El Hierro, estudio que determinaba la posición de un pozo bajo Las Lapas, capaz de abastecer el agua de toda la isla ya sea para consumo humano o para regadío, conocido como el Pozo de La Frontera), compró el pozo en el año 1992 por una cantidad desconocida. Al comprar este pozo utilizaron un presupuesto aproximado de 50 millones de pesetas para realizar una obra que duró 5 años.

## Características
El Pozo de Los Padrones es un pozo-galería. El pozo es de tipo canario con 6 metros de diámetro y 54 metros de profundidad, la galería de fondo de la que han sido perforados 760 metros hacia el interior del risco.
Tiene un drenaje natural y un bombeo que cuenta con dos bombas sumergibles de 60 y 35 litros por segundo. Actualmente es la captación de agua de mejor calidad que existe en la isla de El Hierro y llegará a ser también la que aporte mayor caudal. Este caudal es el más grande de El Hierro con 1 064 393 m³.